# Neocymbopteryx heitzmani
Neocymbopteryx heitzmani là một loài bướm đêm trong họ Crambidae.